# Potáplice lední
Potáplice lední (Gavia immer) je velký druh potáplice ze stejnojmenného řádu ptáků. 

## Popis
Má silný zobák a krk, velkou hlavu a výrazný hrbol na čele. Ve svatebním šatu je hlava černá, záda mají kontrastní černobílou kresbu, strany krku jsou proužkované. V prostém šatu je shora tmavá, nevýrazná, zespodu bělavá. Hranice mezi světlým a tmavým zbarvením je na hlavě a krku velmi ostrá; v dolní části krku vybíhá tmavé zbarvení do částečného obojku. Zobák je modravě šedobílý s tmavou špičkou, kolem oka výrazný světlý kroužek. Hnízdí na velkých jezerech Severní Ameriky, v Grónsku a asi 300 párů hnízdí také na Islandu.
Potáplice je dokonalý plavec a ještě lepší potápěč, své jméno si plně zaslouží. Pod hladinou vydrží několik minut, ponoří se do velké hloubky, uplave desítky metrů, to vše za pomoci silných nohou, umístěných na samém konci těla. To co je ve vodě výhodou, je však na souši na škodu. Jakmile potáplice přistane na suché zemi, není schopna vzlétnout. Jen se odstrkuje a posouvá po břiše. Mnoho potáplic, které si spletou třeba rozpálenou asfaltovou vozovku s vodní hladinou, takto uhyne. Jejich jedinou šancí je člověk, který je odnese zpět na vodu.

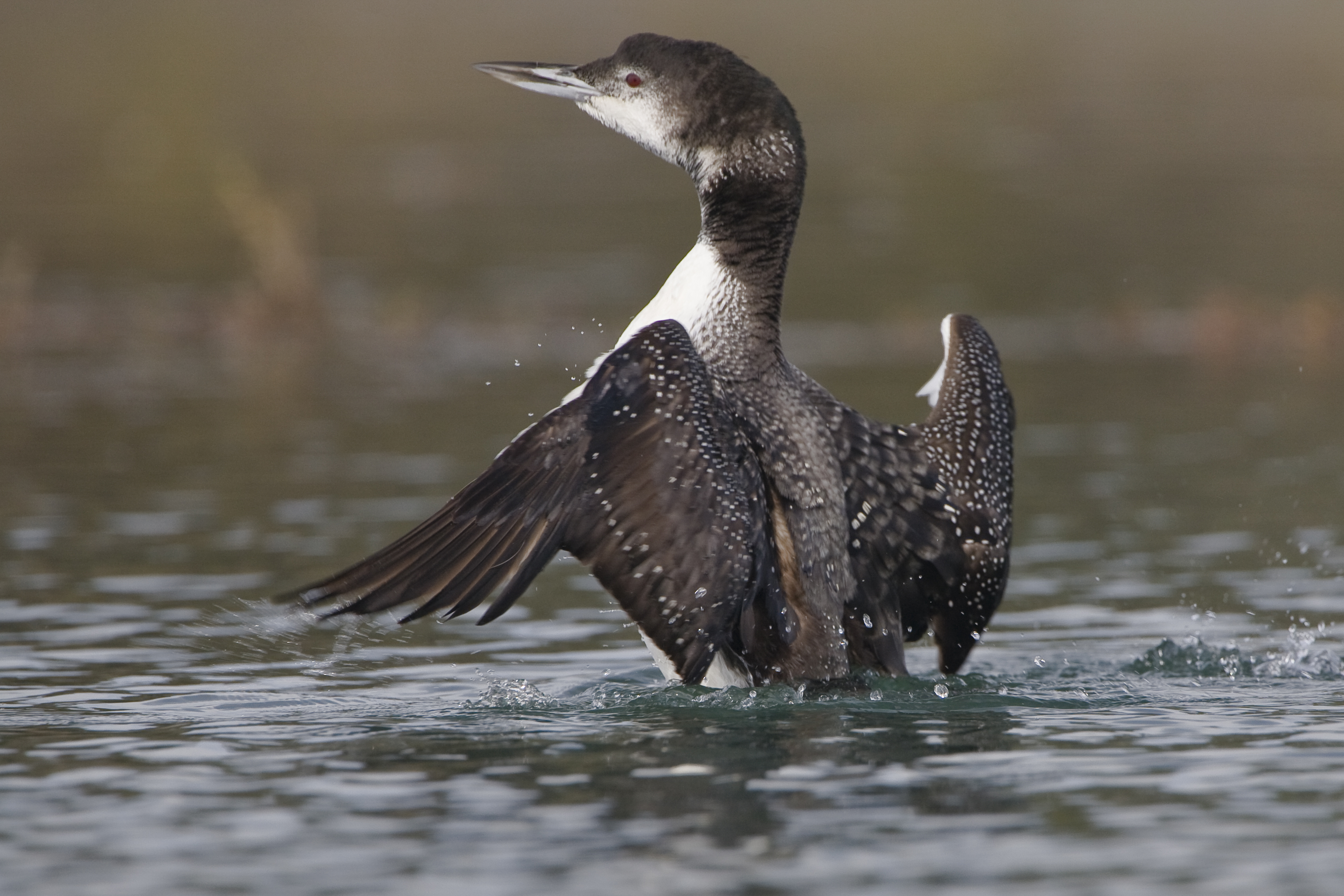
Potáplice lední v prostém šatu
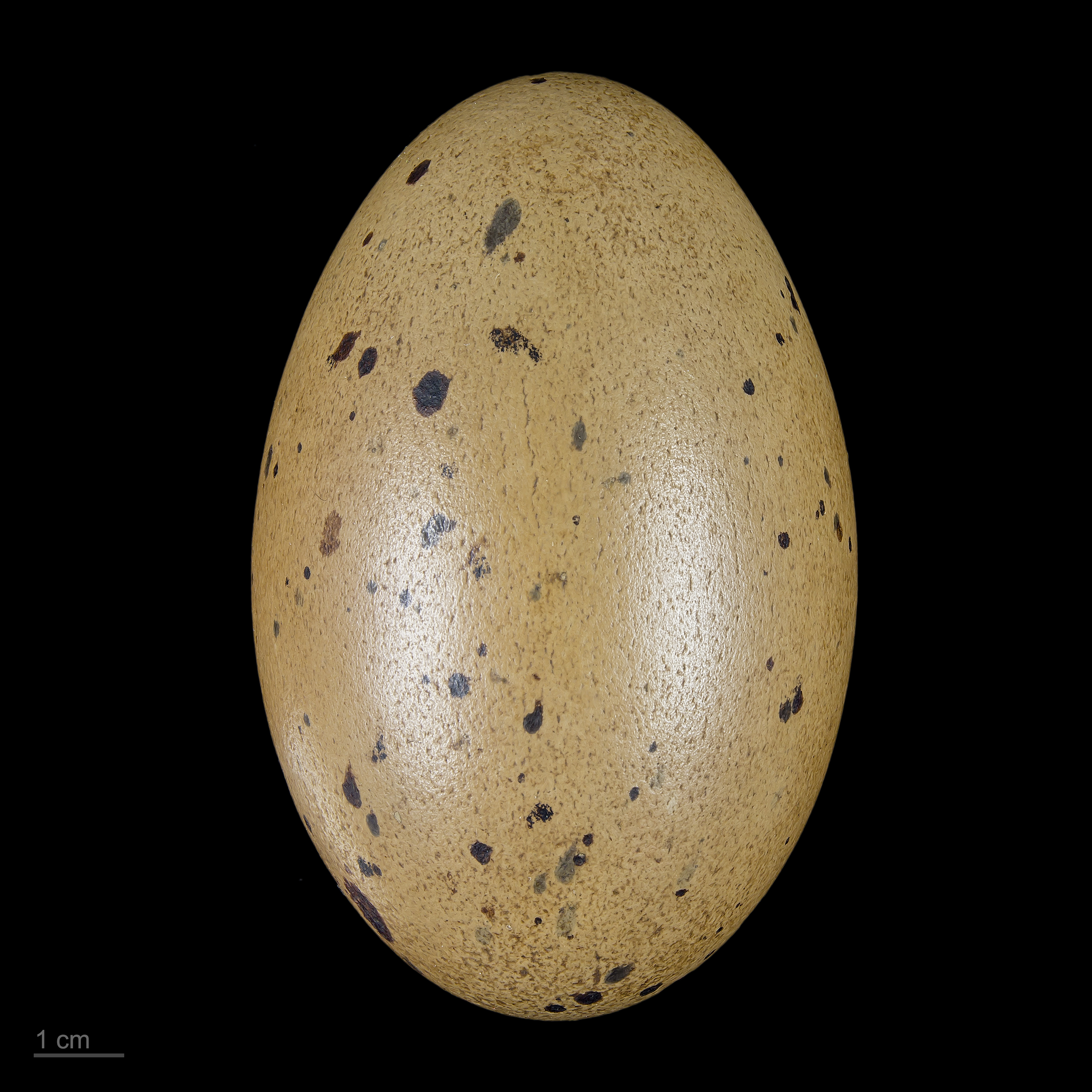
Vejce potáplice lední (Gavia immer)
- Gavia immer

Výjimečně zalétá také do České republiky, kde byla po roce 1989 pozorována několikrát – v říjnu 1994 na Novomlýnských nádržích, v listopadu 2002 na vodní nádrži Želivka a v listopadu 2003 u Jivjan (okres Domažlice). V zimě 2018/2019 dlouhodobě zimovala na jezeře Milada u Ústí nad Labem.